# Carcans
Carcans là một xã có 2348 cư dân (1 tháng 1 năm 2014) thuộc tỉnh Gironde trong vùng Nouvelle-Aquitaine ở tây nam nước Pháp.
Xã này so về diện tích là thị xã lớn thứ 2 trong quận Lesparre-Médoc. Carcans có những bãi tắm ở Đại Tây Dương và ở một trong những hồ nước ngọt tự nhiên lớn nhất của Pháp, Lac d'Hourtin-carcans. Do đó, xã vào mùa đông chỉ có khoảng 2.000 cư dân và vào mùa hè có tới 30.000.